# Türkensteuerregister der Fürstabtei Fulda

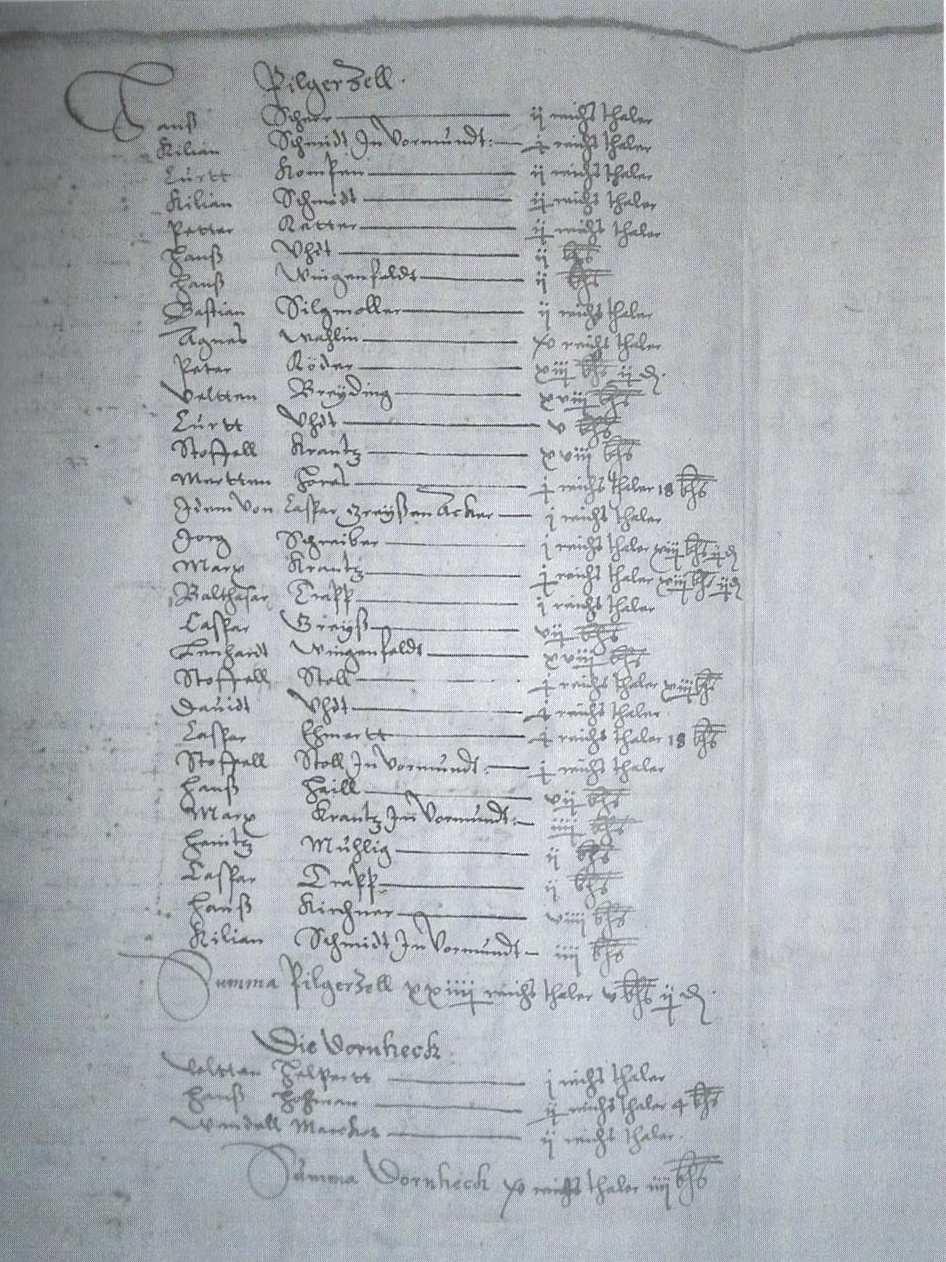
Rechnung von Pilgerzell und Dornhecke

Das Türkensteuerregister der Fürstabtei Fulda von 1605 ist ein schriftliches Verzeichnis in deutscher Sprache, das die Zahlungen der Untertanen an die Fürstabtei Fulda zum Fuldaer Anteil an der Türkensteuer auflistet. Damit ist das Register die bedeutendste bevölkerungsgeschichtliche Quelle für das Gebiet der Fürstabtei Fulda in der frühen Neuzeit. Es wird heute im Staatsarchiv Marburg verwahrt. Das aufbereitete Archivmaterial wurde 2004 in einer vom Fuldaer Geschichtsverein in den Fuldaer Geschichtsblättern herausgegebenen Monografie Interessierten zugänglich gemacht. Der Band entstand unter der Leitung des Fuldaer Stadtarchivars Thomas Heiler unter Beteiligung von Teilnehmern eines archivkundlichen Kurses der Volkshochschule Fulda.

## Türkensteuer in der Fürstabtei Fulda
siehe auch Hauptartikel: Reichstürkenhilfe
Für die Fürstabtei Fulda war 1521 in den Matrikelbeiträgen auf dem Reichstag in Worms ein Römermonat in Höhe von 352 Gulden für 14 Reiter und 46 Fußknechte festgelegt worden. Der Betrag stieg 1551 bei der Neufestlegung des gemeinen Pfennig auf dem Reichstag in Augsburg auf 404 Gulden für 17 Reiter und 50 Unberittene. Dieser Betrag blieb bis 1691 unverändert. Den Kaisern wurden auf den Reichstagen zwischen 1556 und 1603 409 Römermonate nur für die Türkenkriege bewilligt. In dieser Zahl sind die Abgaben der Reichsstände für andere kriegerische Auseinandersetzungen noch nicht berücksichtigt. Thomas Heiler errechnete aus der Gesamtbelastung der Fürstabtei Fulda in Höhe von 165.236 Gulden einen Betrag von 11 Gulden für jeden der von ihm auf 15.000 geschätzten Steuerzahler aus. Dies würde nur für die Zusatzsteuer wegen der Türkenkriege für jeden Zahler eine Abgabe in Höhe von 5,8 Prozent des Vermögens bedeuten.
Die Obrigkeit legte die Türkensteuer komplett auf ihre Untertanen um, ohne eigene Beiträge zu leisten. Im Gegenteil ist beispielsweise aus der Schlussabrechnung 1621 ersichtlich, dass 20 Prozent der Einnahmen aus der Türkensteuer von der Fürstabtei zur Sanierung des eigenen Haushalts einbehalten wurden. Die Art der Steuererhebung wurde von der jeweiligen Landesherrschaft unterschiedlich geregelt. In der Fürstabtei Fulda war es eine reine Vermögenssteuer, bei welcher der gesamte Haus- und Grundbesitz sowie das Barvermögen aufgrund von Eigenaussagen der Steuerpflichtigen erfasst wurde. Das Gemeinde- und Kirchenvermögen wurde ebenso mitveranlagt. Im Register finden sich zahlreiche Vormünder, die für ihre Mündel zahlten. Wahrscheinlich bedingt durch die Veranlagung aufgrund von Eigenaussagen finden sich im Register kaum Steuerpflichtige, welche die Zahlung nicht leisten konnten oder wollten. Die Besteuerung erfolgte pro 100 Gulden Vermögen mit verschieden hohen Steuersätzen. Üblich waren Sätze von ½ Gulden (entsprechend 7,5 Batzen) oder 9 Batzen. Eine Ausschreibung zu einem halben Gulden erbrachte einen Gesamtertrag von ungefähr 15.000 Gulden.
Im fuldischen Herrschaftsgebiet hatte die Steuer neben der finanziellen auch eine verfassungsgeschichtliche Bedeutung, welche den Streit um die tatsächliche Ausübung der Macht in den Gebieten der buchonischen Ritterschaft zwischen diesen und der Fürstabtei betraf. Die Ritterschaft schied erst 1656 aus dem Territorialverband aus und war vorher nicht reichsunmittelbar. Schon vorher versuchte sie, möglichst unabhängig von der Fürstabtei zu sein, was aber praktisch hauptsächlich landesweite und weniger reichsweite Themen betraf. Typisch war es, dass die Fürstäbte die ritterschaftlichen Untertanen zu Kreis-, Land- und Reichssteuern heranzogen. Insbesondere gegen Landessteuern wehrte sich die Ritterschaft immer wieder. In den wenigen Fällen, wo sie sich gegen Reichssteuern, wozu die Türkensteuer gehörte, wehrte, wurde sie vom Kaiser auf die Steuerpflicht hingewiesen. Auch daraus erklärt sich die hinhaltende und ambivalente Haltung der Ritterschaft gegenüber der Fürstabtei, mit der sie es zwar nicht zum offenen Konflikt kommen ließ, aber trotzdem insbesondere auf Landtagen es immer wieder zu Diskussionen über die Steuererhebung kam.
Kaiser Rudolf II. bekam auf dem Reichstag in Worms 1603 weitere 86 Römermonate Türkensteuer bewilligt. Daraus errechnet sich reichsweit die Summe von 5.000.000 Gulden Steuer. 1603 sollten davon jeweils 10 Römermonate am Festtag des Hl. Jacobi (25. Juli) und an Weihnachten abgeliefert werden. In den Jahren 1604 bis 1606 sollten jeweils am 4. Fastensonntag und zum Fest Mariä Geburt (8. September) elf Römermonate geliefert werden. Der erst 1602 wieder eingesetzte Fürstabt Balthasar von Dernbach musste sich auf dem Landtag am 25./26. August 1603 weitere sieben Römermonate bewilligen lassen, welche auf dem Reichstag in Worms als „eilende Hilfe“ für den Kaiser im Niederländischen Unabhängigkeitskrieg bewilligt worden waren. Im Gegensatz zu den Städten und Gemeinden trat die Ritterschaft der Vereinbarung nur unter schriftlich festgehaltenem Protest bei. Abweichend von den Zahlungsterminen im Reich wurden vom Landtag ein Termin für die drei ersten Raten am Martinstag (11. November) 1603 und für die Folgejahre auch nur jeweils ein Termin am Bartholomäustag (24. August) festgesetzt. Im ersten Jahr wurden aus einer Abgabe von einem halben Gulden pro 100 Gulden Vermögen Gesamteinnahmen von 38 Römermonaten (entsprechend 15.352 Gulden) erwartet. Der Landtag legte sich über die Abgabenhöhe zur Finanzierung der restlichen 55 Römermonate noch nicht fest.
Aus einer erhaltenen Gesamtaufstellung der Einnahmen aus dem Jahr 1621, die auch von den Ständen gebilligt worden war, lässt sich ersehen, dass wie vorgesehen innerhalb der Fürstabtei an den genannten vier Terminen die Steuer eingesammelt wurde. Außer am dritten Termin 1605, als der Steuersatz auf drei Fünftel Gulden festgelegt war, betrug er jeweils einen halben Gulden pro 100 Gulden Vermögen. Die Gesamteinnahmen von 62.938 Gulden entsprachen 155,78 Römermonaten. Dies war wesentlich mehr als die ursprünglich vorgesehen 93. Daraus wurden sämtliche kaiserlichen Forderungen nicht nur aus der Türkensteuer beglichen. Trotzdem erwies sich die oft geäußerte Kritik aus der Ritterschaft, die sich von Anfang an dagegen gewehrt hatten, zu mehr als dem Satz für die Türkensteuer veranlagt zu werden, als richtig. Die Kasse der Fürstabtei sanierte ihren eigenen Haushalt mit den verbleibenden 12.153 Gulden, was immerhin knapp 20 Prozent der Gesamteinnahmen entspricht.

### Beschreibung des Türkensteuerregisters von 1605

#### Äußere Beschreibung

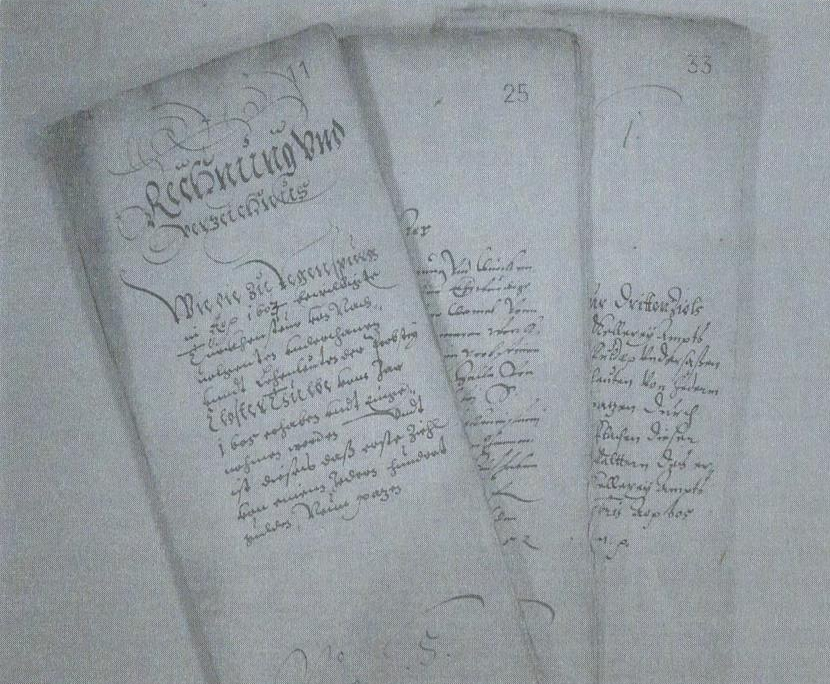
Einzelne Rechnungshefte aus dem Türkensteuerregister von 1605

Das im Staatsarchiv Marburg erhaltene Türkensteuerregister besteht aus einer Sammlung von 37 losen Blättern in fadengehefteter Heftform. Das Papierformat und die Anzahl der Blätter schwankt je nach Anzahl der Steuerzahler und besteht in einem Fall nur aus einem Einzelblatt in der Größe von 16 × 16 cm.
Die Rechnungen sind durchnummeriert, wobei die Nummern 8, 9, 11, 13 – 20, 22 – 51, 55, 56, 59, 64, 68 und 75 fehlen.

#### Inhalt
Enthalten sind im Türkensteuerregister die Rechnungen der stiftischen Ämter Altenhof, Bieberstein, Brückenau, Eiterfeld-Fürsteneck, Zent Fulda, Giesel, Großenlüder, Hammelburg (Kellerei), Haselstein, Herolz, Hosenfeld, Mackenzell-Hünfeld, Motten, Neuhof, Saleck, Salzschlirf, Schildeck, Steinau, Weidenau und Ulmbach-Ürzell. Die Ämter Geisa-Rockenstuhl, Dermbach-Fischbach, Neukirchen und Salmünster waren zur Zeit der Erstellung des Registers verpfändet, so dass vom Stift dort keine Steuern erhoben wurden. Von den Ämtern Geisa-Rockenstuhl und Dermbach-Fischbach sowie der Stadt Geisa befinden sich alle Rechnungsunterlagen heute im Hauptstaatsarchiv Weimar. Von den Ämtern Weyhers und Burghaun waren nachweislich Unterlagen vorhanden, die aber entweder noch nicht wiedergefunden wurden oder nicht mehr vorhanden sind. Weiter sind im Staatsarchiv Marburg die Rechnungen der Städte Fulda, Herbstein, Brückenau, Hammelburg und Hünfeld erhalten. Ebenso vorhanden sind die Rechnungen der propsteilichen Ämter Blankenau, Johannesberg, Michaelsberg, Neuenberg, Rasdorf und Thulba sowie des Kellereiamtes Fulda. Die Unterlagen fehlen von der domkapitularischen Audienz, den Propsteiämtern Petersberg und Zella sowie den Kollegiatstiften Hünfeld und Salmünster, wobei von den genannten die Höhe der eingelieferten Steuern bekannt ist.
Komplett fehlen die ritterschaftlichen Rechnungen des im Ritterkanton Rhön-Werra organisierten Adels. Erhalten sind nur sehr vereinzelte Rechnungen derer von Ebersberg sowie jeweils eine Einzelrechnung zu einer Rate derer von Görtz und von Barbara von Berlepsch. Es wird vermutet, dass die fehlenden Nummern im Register früher die ritterschaftlichen Abrechnungen enthielten und diese 1656 beim Erreichen der Reichsunmittelbarkeit der Ritterschaft aus den Akten entnommen wurden. In der Sammelabrechnung aus 1621 wurden folgende Summen aus der Ritterschaft genannt, so dass mit Sicherheit davon ausgegangen werden kann, dass auch von ritterschaftlichen Untertanen die Steuer gezahlt wurde.

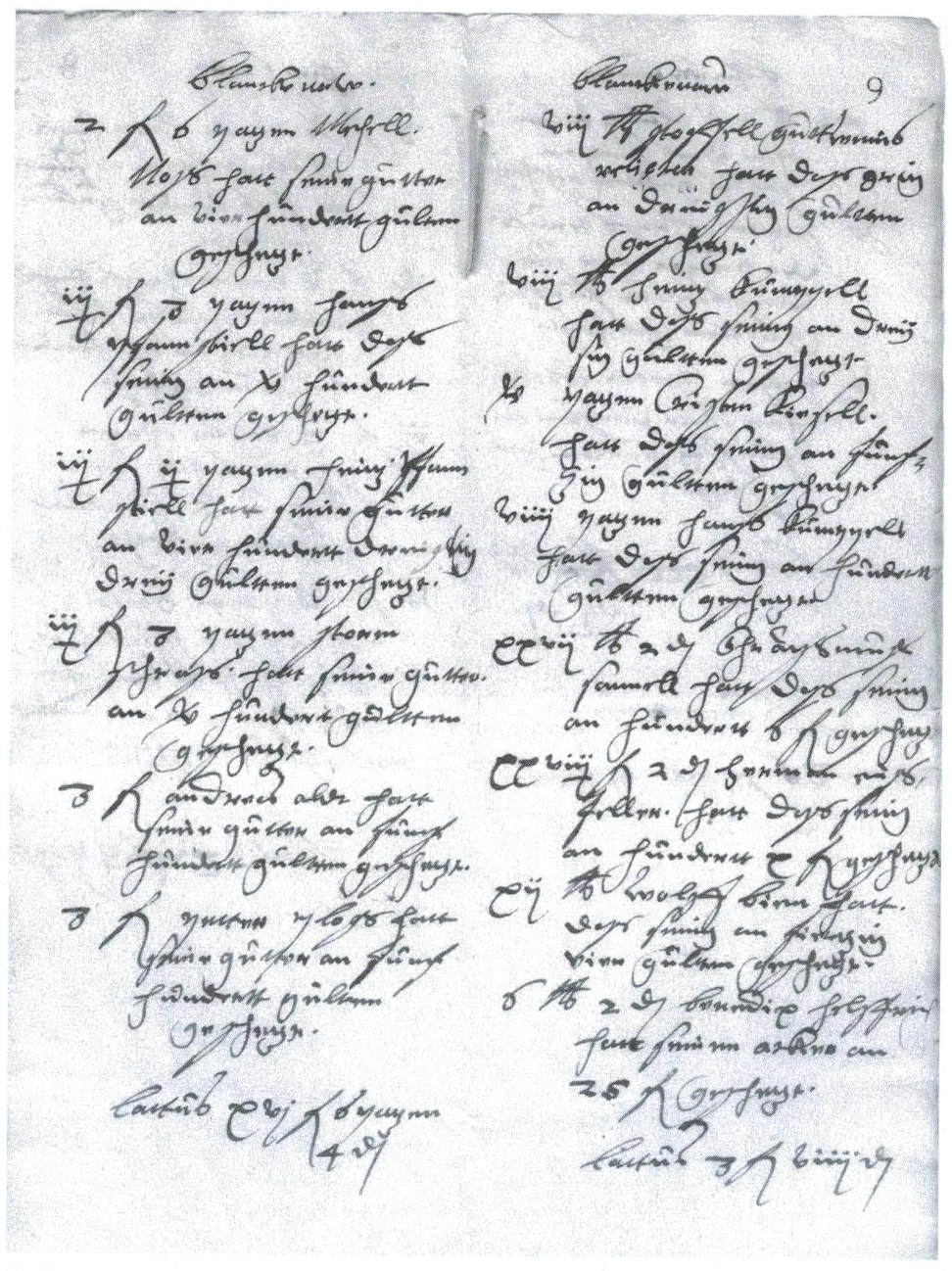
Rechnung vom Amt Blankenau

| Adelsgeschlecht                    | gezahlt für (soweit erwähnt)                                                                                | Gulden |
| ---------------------------------- | --- | ------ |
| Bastheim                           | Hettenhausen und Thalau                                                                                     | 12     |
| Berlepsch zu Eichenzell            | | 79     |
| Boyneburg                          | Borsch, Dipperz, Jossa, Lengsfeld und Völkershausen                                                         | 281½   |
| Buchenau                           | | 180    |
| Buttlar zu Wildprechtroda          | | 4      |
| Ebersberg genannt von Weyhers      | | 204    |
| Ebersteinsche Erben                | | 140    |
| Görtz                              | Schlitz | 494    |
| Heßbergische Erben                 | | 20     |
| Mansbach                           | Mansbach | 72     |
| Merlau                             | Merlau, Steinau                                                                                             | 40     |
| Mörle genannt Böhm                 | Sarrod, Ürzell, Weyhers                                                                                     | 144    |
| Rabenausche Ganerben zu Steinau    | | 4      |
| Rodenhausen                        | Gericht Weyhers                                                                                             | 14     |
| Romrod                             | Wenigentaft, Buttlar                                                                                        | 40     |
| Schenck zu Schweinsberg            | | 5      |
| Specht von Bubenheim zu Eichenzell | | 25     |
| Tann                               | Tann (Stadt und Gericht), Brand, Melperts, Wehrda                                                           | 481    |
| Thüngen                            | Poppenhausen, Thalau, Hühnerkropf (heute Thalau), Hettenhausen, Weyhers, Lütter vor der Hard, Wüstensachsen | 223    |
| Thüngen zu Windheim                | Windheim, Geroda                                                                                            | 44     |
| Thüngen zu Wolfsmünster            | | 11     |
| Trumbach zu Wehrda                 | | 35     |
| Völkershausen                      | | 132    |

### Auswertungen und Erklärungen
In der Edition finden sich einige Auswertungen des Datenbestands. Ersehen lässt sich daraus, dass der durchschnittliche Steuerzahler 1,15 Gulden zahlte, woraus sich ein Durchschnittsvermögen von 190 Gulden errechnet. Die Unsicherheit dabei bleiben die ritterschaftlichen Gebiete, in denen aufgrund der überlieferten Listen der von Berlepsch (mit einem Durchschnittsvermögen der Untertanen von 50 Gulden) und derer von Ebersberg (mit einem Durchschnittsvermögen der Untertanen von 150 Gulden) eher von einem geringeren Besitz ausgegangen werden müsste. Zur Verdeutlichung der Kaufkraft sind einige Preise und Löhne in Fulda aus 1605 erwähnt, da eine Währungsumrechnung auf heutige Werte nicht möglich ist.
| Leistung           | Gulden |
| ------------------ | ------ |
| Lohn Bürgermeister | 62     |
| Lohn Stadtknechte  | 8      |
| Pfund Fleisch      | 1/12   |
| Laib Schwarzbrot   | 1/10   |
| Kanne Wein         | 1/4    |
| ein Kilo Speck     | 1/5    |
| gedrucktes Buch    | 1/3    |
| Paar Stiefel       | 1      |
| Muskete aus Suhl   | 3      |
| ein Klafter Holz   | 2 1/2  |
| ein Schwein (1574) | 2      |
| eine Kuh (1574)    | 6      |
| ein Pferd (1574)   | 20     |
| ein edles Pferd    | 120    |

Thomas Heiler schätzte aufgrund der bekannten Gesamteinnahme beim dritten Türkensteuertermin in Höhe von 17.459 Gulden die Anzahl der Steuerzahler auf knapp 15.200. Aus dieser Zahl schließt er aufgrund einer Faustregel in der Demografie, nach der ein Haushalt aus fünf Personen besteht, auf ungefähr 75.000 Einwohner im fürstbischöflichen Gebiet einschließlich der ritterschaftlichen Territorien. Davon lebten in der größten Stadt Fulda inklusive der Vorstadt Altenhof 5.000 und in der zweitgrößten Stadt Hammelburg 3.400. mehr als zwei Drittel der Bevölkerung wohnte in Orten mit weniger als 350 Einwohnern.
Das Durchschnittsvermögen der Bewohner in den einzelnen Amtsbezirken lag zwischen 317 Gulden und 63 Gulden. Am höchsten war es in den südlichen Ämtern (Hammelburg 317, Saleck 281) sowie im Kloster Blankenau (284) und der Stadt Fulda (277) während es im Vogelsberg (Hosenfeld 68, Giesel 819) sowie den Fuldaer Randbezirken (Amt Altenhof 61, Kellereiamt 86) am niedrigsten war. Auch von den siebzehn größten Steuerzahlern mit einem Betrag über 18 Gulden, was einem Vermögen ab 3.000 Gulden entspricht, neun in Hammelburg und einer im nahen Hundsfeld. Die restlichen sieben waren in der Residenzstadt Fulda wohnhaft.
| Ort         | Familien |
| ----------- | -------- |
| Fulda       | 43       |
| Hammelburg  | 20       |
| Brückenau   | 11       |
| Großenlüder | 11       |
| Schondra    | 6        |
| Untererthal | 5        |

Aus der Liste ist auch die Anzahl der Juden in den einzelnen Orten ersichtlich. Insgesamt wohnten im Bereich der Fürstabtei ohne die ritterschaftlichen Gebiete 121 Familien in 17 Orten. Außer in den in der Tabelle aufgelisteten Orte lebten je vier Familien in Weyhers, Hundsfeld, Obereschenbach und Thulba, drei in Hünfeld, zwei in Steinau und jeweils eine in Diebach, Wartmannsroth, Hainzell, Geisa und Rasdorf.
Weiter ist aus dem Register ersichtlich, dass der Anteil der Witwenhaushalte mit 5,8 Prozent erheblich unter dem an anderen Orten ermittelnden Durchschnitt liegt. Spekulativ muss es dabei bleiben, wie viele der rund 100 Frauenhaushalte, bei denen es nicht vermerkt ist, ob es sich dabei um Witwen handelt, hier hinzugerechnet werden müssten.
Interessante Informationen lassen sich auch zur Hexenverfolgung finden, welche zum Zeitpunkt der Registererstellung ihren Höhepunkt erreichte. In der Liste finden sich sowohl der Namen der Täter wie beispielsweise von Balthasar Nuss, der in Fulda und Hofbieber einen Gesamtbesitz von 1.200 Gulden angab. Die Eigenangabe war wahrscheinlich viel zu niedrig wenn man bedenkt, dass er später wegen illegitimer Bereicherung hingerichtet wurde. Auch der Witwer der 1603 als Hexe hingerichteten Merga Bien steht in der Liste mit einem angemeldeten Vermögen von 2.000 Gulden. Andere kamen aus weniger wohlhabenden Familien. Die Erben der ebenfalls kurz vorher durch den Scheiterhaufen getöteten Gertrud Keller zahlten nur einen Gulden Steuer.
Siehe auch Ortsregister zum Türkensteuerregister der Fürstabtei Fulda mit allen genannten Orten und weiteren Informationen

## Bedeutung
Aus der Zeit vor 1605 liegen nur vereinzelte Quellen über den Bevölkerungsstand der einzelnen Orte vor. Aus der Zeit ab 1510 hat sich eine Viehbedeliste erhalten, in der nach Ämtern gegliedert die Viehhalter geführt sind. Dort sind 2.600 Steuerpflichtige erfasst, wobei systembedingt die städtischen Bürger und die ländliche Unterschicht ohne eigene Viehhaltung nicht mit erfasst wurden. Im Vergleich dazu bietet das Türkensteuerregister mit den genannten 11.000 Einträgen aus 300 Orten die erste vollständigere Übersicht über die Demografie in der Fürstabtei Fulda. Der Wert wird noch dadurch erhöht, dass sie aus der Zeit kurz vor den einschneidenden Veränderungen bedingt durch den Dreißigjährigen Krieg verfasst wurde.

## Rezensionen zur Quellenedition
Peter Rauscher merkte auf sehepunkte den beeindruckenden Umfang inklusive eines Orts- und Namensregisters des von Thomas Heiler herausgegebenen Bandes an. Es könne mit seinen Zusammenfassungen Fragen, die weit über den familien- und heimatgeschichtlichen Rahmen hinausgehen, beantworten. In der Fülle des Materials fand er allerdings einige sachliche Fehler bei der Transkription einiger Namen, die aber nach seiner Meinung die Leistung der Autoren und den Wert als Quellenmaterial kaum mindern.
Auch Tobias Busch beschrieb das Buch in der Zeitschrift des Vereins für hessische Geschichte und Landeskunde als sorgfältig bearbeitet und mit einer knappen, aber aufschlussreichen, Einleitung versehen. Er betonte der Wert der Registerlisten aus vorstatistischer Zeit für die demographische, sozial- und wirtschaftsgeschichtliche sowie die genealogische Forschung und lobte die solide Aufarbeitung und die gute Ausstattung des Bands.

## Edition
- Thomas Heiler (Hrsg.): Das Türkensteuerregister der Fürstabtei Fulda von 1605 (= Veröffentlichungen des Fuldaer Geschichtsvereins. Bd. 64). Parzeller-Verlag, Fulda 2004, ISBN 978-3-7900-0362-8.